# 宗田研二
宗田 研二（そうだ けんじ、1948年2月12日 - ）は、山形県新庄市出身の元バスケットボール選手である。

## 来歴
中央大学から日本鋼管に入社。日本リーグ4連覇に貢献し、1970年にベスト5選出。
全日本にも選ばれ、1967年世界選手権、1972年ミュンヘンオリンピックなどにも出場。
1970年アジア競技大会では相手選手に顔にツバをかけられて、殴ってやろうと思ったが、手を出さなかった。

## 代表歴
- 第6回ユニバーシアード
- 1967年世界選手権
- 1970年アジア大会[1]
- 1971年アジア選手権
- 1972年ミュンヘンオリンピック